# Tankische talen
De Tankische talen vormen een kleine groep Australische talen die worden gesproken rond de in het Noordelijk Territorium van Australië gelegen Victoria-rivier. De relatie tot andere talen en taalfamilies is onduidelijk; sommige taalkundigen rekenen de Tankische talen bij de vooralsnog hypothetische Macro-Pama-Nyungaanse superfamilie. In dit geval zouden de Tankische talen verwant zijn aan de Pama-Nyungaanse talen, de Gunwinyguan-talen en het Garawa.
Tot de Tankische groep behoren in ieder geval het Lardil - dat een als Damin bekendstaand afzonderlijk register heeft -, het Kayardild en het Yukulta. Het uitgestorven Minkin was mogelijk ook een Tankische taal.